# Sidenvägen
Sidenvägen var under medeltiden ett nätverk av handelsvägar mellan Europa och Kina genom Centralasien.
På karavanvägar fördes redan från andra århundradet f.Kr. siden från Kina till länderna vid Medelhavet. Handelsvägen öppnade 119 f.Kr. efter att den kinesiska diplomaten Zhang Qian återvänt till Kina efter en längre resa västerut (138 - 126 f.Kr.) som väckt ett intresse i Kina för Västerlandet. Handelsrutten utgjordes av ett förgrenat nätverk av vägar från Kinas huvudstad Chang'an, dagens Xi'an, i mitten av Nordkina västerut via Taklamakanöknens oasstater, Kashgar, Pamir, Samarkand och Bukhara till Merv (Mary) i dagens Turkmenistan och därifrån vidare genom Persien mot Mesopotamien. Där kunde man följa Eufrat upp till hamnstäderna i Mellanöstern. Hela resan tog ett par år, men mycket få handelsmän transporterade sina varor hela vägen. Vanligare var att en handelsman köpte en last, transporterade den en bit av vägen för att därefter sälja den, köpa en annan last och transportera tillbaka till sin hemstad. En gren av vägen gick från Kashgar över Karakorumpasset till Indien, och bortom Chang'an i Kina fortsatte handeln ända bort till dagens Korea. Ett gemensamt namn på dessa vägar är "Sidenvägen". Namnet lanserades först av den tyske geologen Ferdinand von Richthofen i slutet på 1800-talet. 
Handelsvarorna bestod inte bara av siden utan även guld och kryddor som ingefära och kanel. Handelsvägens guldålder inföll under Tangdynastin på 600-800-talen. När Marco Polo färdades längs vägen på väg till Khubilai khans hov i nuvarande Peking i slutet av 1200-talet hade den redan börjat förlora i betydelse av flera orsaker och handeln med Europa via Sidenvägen upphörde i princip helt sedan européerna upptäckt sjövägen till Indien runt Godahoppsudden 1498 och senare initierade handel direkt med Kina.
Nyttan med Sidenvägen var tvåfaldig; det ekonomiska utbytet var mycket omfattade, men längs Sidenvägen spreds också olika religioner, synkretiska filosofier, olika tekniker och sjukdomar.
I juni 2014 valdes en 5 000 km lång del av Sidenvägen, belägen i Kina, Kirgizistan och Kazakstan tillsammans med 33 specifika platser längs vägen in på Unescos världsarvslista på den 38:e generalkonferensen.

## Ursprung
Domesticering av effektiva lastdjur var förutsättningen för transporter av varor över stora avstånd. Hästen domesticerades i Botaikulturen (nuvarande Kazakstan) på 3000-talet f.Kr. och den tvåpuckliga kamelen på 2000-talet f.Kr. i det gamla Persiska riket. Karavanvägar möjliggjorde ökad handel och kulturellt utbyte över stora avstånd, från Stilla havet till Turkiet. Karavanserajer där köpman och lastdjuren kunde vila byggdes utmed Sidenvägen och blev grunden för nya städer till exempel Buchara. Serajerna fungerade också som kulturcentra; många språk och religioner möttes och köpman kunde utbyta varor och idéer.

## Hellenistisk expansion
År 336 f.Kr. blev Alexander den store kung av Kungariket Makedonien. Alexander tog kontroll över den grekiska armén och vände sig mot öster, korsade Hindukushbergen och fortsatte norrut mot Baktrien. Han grundade staden Alexandria Eschate i Ferghanadalen. Baktrien gick senare upp i det Grekisk-Baktriska kungadömet.

## Kinas utforskning av Centralasien
År 138 f.Kr. skickade den kinesiske kejsaren Han Wudi sin ambassadör Zhang Qian västerut till Xinjiang för att kontakta Yuezhifolket. Ambassadören var borta i 20 år och besökte även Partien. Det resulterade i en reseberättelse om Baktrien, Sogdiana och Ferganadalen.

## Romarriket och sidenet
Efter Romarrikets erövring av Egypten år 30 f.Kr. ökade regelbunden kommunikation och handel med Afrika, Indien, Sydostasien och Kina. Vägar och hamnar knöts samman och varor, teknik och idéer började spridas över kontinenterna. Dessa utbyten var inte bara viktiga för utvecklingen och välståndet hos de stora civilisationerna i Rom, Kina och Indien, utan lade också grunden för vår moderna värld.

## Sjövägen från Afrika till Kina
Handel mellan öst och väst utvecklades även  till sjöss mellan Alexandria i Egypten och Kanton i Kina. Under Augustus välde etablerade romarna handelsstationer i hamnar vid Indiska oceanen.